# 裴鉶
裴 鉶（はい けい）は、晩唐の官僚、作家。生歿年は不明であるが、大略大中から光啓（文徳）に掛けての懿宗、僖宗の頃（基督教暦859年から888年。下皆效此）の活動が伝えられている。伝奇小説集『伝奇（中国語版）』三巻の撰者で、谷神子（こくしんし）と号した。
懿宗の咸通5年（864年）から9年に掛けて、高駢（こうべん）が静海軍節度使であった時に高の掌書記として仕えて侍御史、内供奉の官を加えられる。この間道教信奉者であった高駢が神仙の話を好んだ為に『伝奇』を著して勧めたといい、現伝するその諸則を通じても道教的要素が強い点は認められ、裴が洪州の鍾陵（しょうりょう。現中華人民共和国江西省南昌市）の山中で道教の修行に励んだとの伝もあるので同じく道教を信奉していたものと思われる一方、或いは高に迎合しただけであった可能性もある。
僖宗乾符5年（878年）、御史大夫を授かって成都軍節度使の副使となる。乾符2年から5年迄は高が剣南西川節度使兼成都尹（成都府の府尹）であったので、裴の節度副使赴任は高が成都を去った後の事と思われ、また、こうした官職は同代伝奇作家に比べると官僚として出世した方であり、その背景に高の推挽があったものと考えられる。以後の経歴を伝える記録は残されていないが、光啓3年（887年）に高が弑され幕下の吏も悉く誅された際には高と距離を置いて難を逃れたようである。
作品には『伝奇』の他に、『全唐詩』巻597に収める文翁石室に題した七言律詩1首、『全唐文』巻805に収める「天威径新鑿海派碑」1篇が残され、また、谷神子名義で『道生（士）旨』1巻を著している。

## 注・出典
1. ↑  『新唐書』巻59志第49芸文3 に「裴鉶傳奇三卷高駢從事」とあるが、『太平広記』に「出傳奇」と記され収録される24編等が残存する。後世『裴鉶伝奇（中国語版）』とも呼ばれる。2018年の書籍、劉瑛『教你讀唐代傳奇：裴鉶傳奇』台湾 ISBN 9789869618601 は31篇を収録している。 中国語版ウィキソースに本記事に関連した原文があります：新唐書/卷059
2. ↑  《太平廣記 卷第一百九十四 豪俠二》に映画化、ドラマ化等されている代表作『崑崙奴（中国語版）』、『聶隱娘（中国語版）』がある。 中国語版ウィキソースに本記事に関連した原文があります：太平廣記/卷第194
3. ↑  『全唐文』巻805。今村与志雄訳『唐宋伝奇集（下）』（岩波文庫、1988年 ISBN 978-4003203828 ）「崑崙奴」訳注（p.332-333）に拠る。但し静海軍節度使が設けられたのは咸通7年11月で、その以前の高の官名は安南都護兼安南経略招討使であった。 中国語版ウィキソースに本記事に関連した原文があります：全唐文/卷0805#裴鉶
4. ↑  静永健「新羅文人崔致遠と唐末節度使高駢の前半生」『文學研究』第105巻、九州大学大学院人文科学研究院、2008年3月、78頁、doi:10.15017/10300、hdl:2324/10300、ISSN 0387-2823、NAID 120000980048。
5. ↑  胡応麟『少室山房筆叢（しょうしつさんぼうひつそう）』巻25「荘嶽委談下」。『中国学芸大事典』「裴鉶」項に拠る。 中国語版ウィキソースに本記事に関連した原文があります：少室山房筆叢 (四庫全書本)/卷25
6. ↑  溝部良恵（みぞべよしえ、1972年-、慶応大学准教授）『広異記・玄怪録・宣室志他』（中国古典小説選6）「伝奇（抄）解説」、明治書院、2008年 ISBN 978-4625664076。
7. ↑  北宋張君房（ちょうくんぼう、中国語版）『雲笈七籤』巻88仙籍旨訣道生旨条。 中国語版ウィキソースに本記事に関連した原文があります：雲笈七籤/88
8. ↑  黒田真美子（くろだまみこ、大阪生まれ。法政大学 文学部日本文学科 教授）『枕中記・李娃伝・鶯鶯伝他』（中国古典小説選5）「聶隠娘解説」、明治書院、2006年。
9. ↑  久須本弘熈. “裴鉶「伝奇」について”. 東洋文化 : 東洋文化振興会々報 (東洋文化振興会(名古屋大学教養部東洋文学研究室内)) (16):  14-24,表1枚. doi:10.11501/7912972. ISSN 02892162. NDLJP:7912972.
10. ↑  『唐詩紀事』巻67。今村前掲書訳注と前野直彬 編訳『六朝・唐・宋小説選』（中国古典文学大系24、平凡社、1968年 ISBN 978-4582312249）「解説」とに拠る。 中国語版ウィキソースに本記事に関連した原文があります：唐詩紀事 (四庫全書本)/卷67#裴鉶
11. ↑  前掲今村訳注、前野解説。
12. ↑  今村前掲訳注。
13. ↑   中国語版ウィキソースに本記事に関連した原文があります：御定全唐詩 (四庫全書本)/卷597#裴鉶
14. ↑   中国語版ウィキソースに本記事に関連した原文があります：天威徑新鑿海派碑
15. ↑  南宋鄭樵『通志』巻67芸文略第5道家2論類。なお、『道生（士）旨』は張君房前掲書に引かれている。 中国語版ウィキソースに本記事に関連した原文があります：雲笈七籤/88